# クムゴル線
クムゴル線（クムゴルせん）は、朝鮮民主主義人民共和国咸鏡南道端川市にある汝海津駅から舞鶴駅までを結ぶ鉄道路線である。

## 路線データ
- 路線距離：汝海津 - 舞鶴83.4 km
- 駅数：17（両端駅を含む）
- 軌間：1435 mm
- 電化区間：全線（直流3000 V）
- 複線区間：なし

## 概要
日本統治時代に建設された朝鮮マグネサイト開発鉄道を原型としている。2020年代でも1930年代から40年代のレールが使用されているなど老朽化が進んでいる。特に1980年代に北朝鮮が延伸開業させたクムゴル駅 - 舞鶴駅間は、資機材が不足する中「速度戦」のスローガンのもと品質度外視の突貫工事で建設されたため、老朽化が深刻とされている。

## 歴史
- 1943年3月30日：朝鮮マグネサイト開発株式会社により汝海津駅 - 東巌駅間（27.7km）が開業[3]。
- 1943年12月4日：東巌駅 - 龍陽駅（白金山駅）間（32.0km）が開業[4]。
- 日時不明：白金山駅 - クムゴル駅間（3.7km）が開業。
- 1977年：電化
- 1988年以降：クムゴル駅 - 舞鶴駅間が開業。
- 2023年12月下旬：新坪駅 - 梨坡駅間で急勾配を登りきれなかった列車が逆走。客車が脱線転覆して400人以上が死傷する事故が発生[5][6]。ただし、韓国国家情報院は列車脱線転覆事故ではなく同地でのバス横転事故であり、死傷者数も報じられているより少ないとの分析を示している[7]。

## 駅一覧
- 駅所在地は全線咸鏡南道端川市内。

| 駅名                  | 駅名                | 駅名       | 駅間キロ (km) | 累計キロ (km) | 接続路線             |
| 日本語                | 朝鮮語              | 英語       | 駅間キロ (km) | 累計キロ (km) | 接続路線             |
| --------------------- | ------------------- | ---------- | ------------- | ------------- | -------------------- |
| 汝海津駅              | 여해진역            | Yŏhaejin   | 0.0           | 0.0           | 北朝鮮鉄道省：平羅線 |
| 泉谷駅                | 천곡역              | Ch'ŏn'gok  | 1.2           | 1.2           |                      |
| 畓洞駅                | 답동역              | Taptong    | 4.3           | 5.5           |                      |
| 広泉駅 (龍岑駅)       | 광천역 (용잠역)     | Kwangch'ŏn | 8.6           | 14.1          |                      |
| 東徳駅 (咸南広泉駅)   | 동덕역 (함남광천역) | Tongdŏk    | 9.2           | 23.3          |                      |
| 東巌駅                | 동암역              | Tongam     | 4.4           | 27.7          |                      |
| 水村駅                | 수촌역              | Such'on    | 6.1           | 33.8          |                      |
| 新坪駅                | 신평역              | Sinp'yŏng  | 2.9           | 36.7          |                      |
| 梨坡駅                | 리파역              | Rip'a      | 6.1           | 42.8          |                      |
| 新甑山駅              | 신증산역            | Sinjŭngsan | 7.5           | 50.3          |                      |
| トン山駅 (咸南雲松駅) | 돈산역 (함남운송역) | Tonsan     | 4.5           | 54.8          |                      |
| 白金山駅 (龍陽駅)     | 백금산역 (용양역)   | Paekkŭmsan | 4.9           | 59.7          |                      |
| クムゴル駅            | 금골역              | Kŭmgol     | 3.7           | 63.4          |                      |
| 新徳駅                | 신덕역              | Sindŏk     | 2.9           | 66.3          |                      |
| 大新駅                | 대신역              | Taesin     | 2.6           | 68.9          |                      |
| 大興駅                | 대흥역              | Taehŭng    | 8.4           | 77.3          |                      |
| 舞鶴駅                | 무학역              | Muhak      | 6.1           | 83.4          |                      |

## 参考資料
- 国分隼人『将軍様の鉄道 北朝鮮鉄道事情』新潮社、2007年。ISBN 9784103037316。